# Karl Maier (Politiker, 1898)

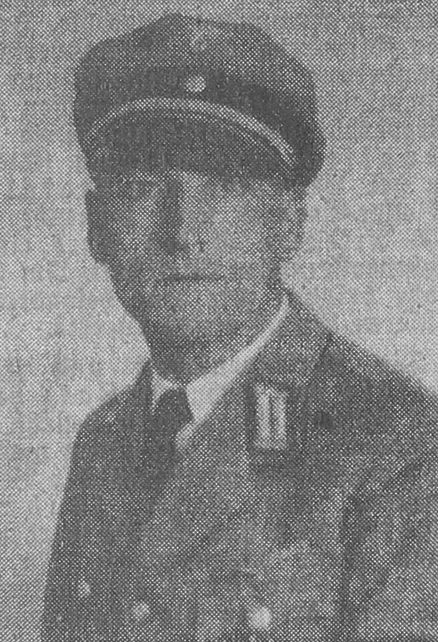
Karl Maier (um 1935)

Karl Maier (* 13. März 1898 in Betra bei Horb; † 1978 ebenda) war ein deutscher Politiker (NSDAP). 

## Leben
Maier war von Beruf Privatforstbeamter. Er trat zum 1. September 1929 in die NSDAP ein (Mitgliedsnummer 150.085) und war bei 1933 Ortsgruppenleiter in seinem Heimatort Betra. Seit 1930 war er arbeitslos und bis 1933 Bürgermeister von Betra. Im März 1933 wurde er Landesdirektor von Hohenzollern, diese Stellung hatte er bis 1943 inne. Im selben Zeitraum war er auch Kreisleiter in Sigmaringen sowie Kreisleiter in Freudenstadt. Maier galt allgemein nicht als strammer Nationalsozialist, er wurde als „der schwarze Kreisleiter“ bezeichnet. 
Im Spruchkammerverfahren wurde er 1948 als „Minderbelasteter“ eingestuft.